# Imola
Imola este un oraș și comună din provincia Bologna, regiunea Emilia-Romagna, Italia.

## Demografie
Imola - evoluția demografică

|  | Graficele sunt indisponibile din cauza unor probleme tehnice. Mai multe informații se găsesc la Phabricator și la wiki-ul MediaWiki. |

Date: Recensăminte sau birourile de statistică - grafică realizată de Wikipedia